# Мълчанието на агнетата (филм)
Мълчанието на агнетата е американски игрален филм от 1991 година, носител на пет Оскара и номиниран за още два. За основа е използван романа на Томас Харис с едноименното заглавие. В главните роли участват Джоди Фостър и Антъни Хопкинс. Филмът след премиерата си се оказва голям успех и е посрещнат много добре от критици и публика.
Според Американския филмов институт „Мълчанието на агнетата“ е сред десетте най-добри американски трилъри.

## Сюжет
Внимание:  Текстът по-долу разкрива сюжета на произведението (или части от него)!
ФБР разследва случая с неуловим маниак на име „Бъфало Бил“. Извършителят отвлича млади момичета, поддържа ги живи известно време и след това ги убива, изхвърляйки телата им на различни места в САЩ. Характерна черта на престъпленията на „Бъфало Бил“ е, че телата на жертвите на места са одрани. Агентът на ФБР Джак Кроуфорд решава да привлече в разследването стажантката Клариса Старлинг, която учи в академията на ФБР. Крофорд кани Старлинг да посети известния маниак и канибал д-р Ханибал Лектър в психиатрична клиника и да се опита да го убеди да сътрудничи при залавянето на „Бъфало Бил“. Отначало Лектър не приема Старлинг сериозно и просто се подиграва с нея, но по-късно предлага на Клариса психологическа игра: Старлинг откровено отговаря на всякакви въпроси от лекаря, а той в отговор й дава подсказки, които й позволяват да издири маниака. Освен това Лектър моли Старлинг за съдействие при преместването му в друга клиника, с по-щадящ режим, тъй като д-р Чилтън, директор на клиниката, в която сега е настанен докторът, постоянно издевателства морално над пациента си.
Старлинг, която е приела играта на Лектър, е принудена да му разкаже за трудното си детство. Клариса е отгледана от своя баща полицай, а след трагичната му смърт момичето е дадено на роднини, които живеят във ферма. Една вечер Клариса чула жалното блеене на агнета, които трябвало да бъдат заклани. Тя отворила кошарата, но глупавите агнета само изблеяли и не излезли навън. Тогава Клариса взела едно на ръце и избягала, за да го спаси. Това ужасно ядосало близките ѝ и те изпратили Клариса в сиропиталище. Оттогава насетне Старлинг е преследвана от един и същи кошмар: блеещи агнета, които тя се опитва и не може да спаси…
Д-р Лектър, който оценява откровеността на Старлинг, ѝ дава някои наистина ценни улики. Скоро ФБР открива тялото на друга жертва, в чието гърло намират какавида от пеперудата Мъртвешка глава. Клариса, общувайки с Лектър по тази тема, заключава, че маниакът най-вероятно възприема себе си като „някаква грешка на природата“ и мечтае за някаква „трансформация“. Изглежда, че по-нататъшната комуникация с Лектър трябва да постави Старлинг на правилния път, но поради грубата намеса на д-р Чилтън, „сътрудничеството“ на Клариса и лекаря спира.
Но след това настъпва трагедия. „Бъфало Бил“ отвлича друга жертва, младо момиче на име Катрин Мартин, дъщеря на Рут Мартин, американски сенатор. За да спаси дъщеря си, сенаторът е готова да сключи всякаква сделка с д-р Лектър, така че той е отведен от психиатричната болница и временно настанен в съда в Мемфис, Тенеси. В отговор Лектър казва на ФБР и полицията името на маниака – Луис Френд, и му дава точно описание. Според лекаря, Френд бил любовник на един от дългогодишните си пациенти, който се оплакал на Лектър за опасното безумие на Френд. ФБР незабавно организира издирването на маниака и скоро Кроуфорд, начело на специален отряд, въоръжен до зъби, лети до друг град, за да неутрализира неуловимия убиец.
Старлинг обаче, която успява да проучи коварната природа на Лектър, осъзнава, че лекарят за пореден път е измамил тъмничарите си, давайки на ФБР измислено име и фалшиви тълкувания. По време на последния разговор Лектър, който оценява прозрението на Клариса, ѝ дава ключова улика – маниакът е извършил първото си престъпление от страст. Той е виждал обекта на своето желание всеки ден, следователно Фредерика Бимел, първата жертва на „Бъфало Бил“, вероятно е живяла в същия град като него. Осветена от това предположение, Старлинг веднага заминава за този град – Белведер, Охайо.
Веднага след края на разговора със Старлинг д-р Лектър, възползвайки се от отслабването на режима си на сигурност, организира дръзко бягство. Той убива двамата полицаи, които го пазят, и носейки отрязаната кожа на един от тях като ужасна маска, се прави на „ранен полицай“. Линейката отвежда Лектър в болницата, по пътя той „оживява“, убива целия медицински екип, убива турист на летището и, като взема нови дрехи и документи, избягва в неизвестна посока…
Старлинг, която пристигна в Белведер, открива, че Фредерика Бимел е работила в шивашка работилница и вероятно би могла да комуникира с „Бъфало Бил“ там. Клариса за пореден път претърсва стаята на Фредерика и открива, че някои от детайлите на роклите, които е ушила, приличат на парчета кожа, които маниакът е отрязал от жертвите си. Сега Старлинг разбира, че маниакът използва човешка кожа, за да шие „дрехи“ и че определено е работил с Фредерика. Клариса незабавно докладва за всичко на шефа си Кроуфорд, но той я успокоява, като казва, че ФБР вече е проследило маниака на име Джейм Гамб и е на път да го арестува. Независимо от това, Старлинг продължава да търси и скоро отива в къщата на г-н Гордън, който може би знае къде и с кого покойната Бимел е шила рокли. Междувременно Кроуфорд, заедно с агентите на ФБР, нахлува в празна къща в съвсем различен град, с ужасно съзнание, че вървят по грешната пътека, а Старлинг сама попада в бърлогата на кървавия маниак.
Старлинг, вече в къщата на „Джак Гордън“, в началото не подозира нищо. Г-н „Гордън“ спокойно разказва на Клариса за Фредерик, но тогава Старлинг забелязва пеперуда и осъзнава, че „Гордън“ е маниакът Джейм Гамб. Клариса се опитва да арестува Гамб, но той се скрива от нея в мазето и изключва светлината. Слизайки в зловещото мазе, Старлинг намира Катрин Мартин в една яма, изтощена, но жива. За щастие маниакът не е успял да убие нещастното момиче, но Клариса осъзнава, че ако тя не сложи край на Гамб, ще убие и двамата и ще избяга. В пълен мрак, поставяйки на главата си устройство за „нощно виждане“, маниакът се промъква отзад към Старлинг, натиска спусъка и е готов да стреля по Клариса, но Старлинг, чувайки щракване зад нея, рязко се обръща и изстрелва цял пълнител право в лицето и гърдите на „Бъфало Бил“. Неуловимият маниак, осеян с куршуми, пада на пода и завинаги умира…
Много по-късно Старлинг приключва обучението си в академията на ФБР и на дипломирането получава званието агент и награда. Тя се чувства щастлива, но в края на вечерта д-р Лектър се обажда на Кларис и, поздравявайки я, учтиво пита дали Старлинг се измъчва още от плача на агнетата. Тогава Лектър се сбогува с Клариса с думите: „Днес имам стар приятел за обяд“ и бавно върви през тълпата след д-р Чилтън…

## Актьорски състав
| Актьор             | Роля                                                                              |
| ------------------ | --------------------------------------------------------------------------------- |
| Антъни Хопкинс     | Ханибал Лектър – доктор по медицина, маниак и канибал                             |
| Джоди Фостър       | Клариса Старлинг – стажант и бъдещ агент на ФБР                                   |
| Маша Скоробогатова | младата Клариса Старлинг                                                          |
| Тед Левин          | Джейм Гамб – маниак с прякор „Бъфало Бил“                                         |
| Скот Глен          | Джак Кроуфорд – високопоставен служител от ФБР, шеф на Клариса Старлинг           |
| Антъни Хилд        | д-р Фредерик Чилтън – шеф на психиатричната клиника, където е настанен д-р Лектър |
| Франки Фейсън      | Барни Матюс – санитар от психиатричната клиника, където е настанен д-р Лектър     |
| Даян Бейкър        | Рут Мартин – сенатор от Конгреса на САЩ                                           |
| Брук Смит          | Катрин Мартин – дъщеря на сенатора Мартин                                         |
| Каси Лимонс        | Арделия Мап – стажант и бъдещ агент на ФБР, приятелка на Клариса Старлинг         |
| Трейси Уолтър      | Ламар – агент на ФБР                                                              |
| Чарлз Нейпиър      | Бойл – полицейски лейтенант                                                       |
| Дани Дарст         | Тейт – полицейски сержант                                                         |
| Алекс Колман       | Джим Пембри – полицейски лейтенант                                                |
| Рон Уутър          | Пол Крендлър – високопоставен служител от ФБР                                     |

## Интересни факти
- Според Джоди Фостър, в първия ден на снимките, Антъни Хопкинс се подиграва с нейния „южен“ акцент (Джоди е от Калифорния) и по-късно тази импровизация е включена във филма.
- В подготовката за ролята си Антъни Хопкинс внимателно изследва биографии на известни серийни убийци. Посещава затвори, изучава осъдени престъпници и дори присъства на някои от съдебните заседания. Така се появява известният „немигащ“ поглед на Ханибал Лектър – докато гледа видеозаписите на разпита на кървавия убиец Чарлс Менсън, Хопкинс забеляза, че той не мига, погледът му сякаш е „замръзнал“. Джоди Фостър категорично отказва да изучава видеоклипове с участието на истински убийци, а актьорът Скот Глен, който последва примера на Хопкинс, е имал сериозни психически проблеми в продължение на няколко месеца след края на снимките, по-специално страдал от безсъние и кошмари.
- „Мълчанието на агнетата“ е третият филм в историята на киното, спечелил 5 награди „Оскар“ в основните номинации: най-добър филм, най-добър режисьор, най-добър сценарий, най-добър актьор и най-добра актриса.
- Антъни Хопкинс става вторият актьор в историята на американското кино, който получава Оскар за най-добър актьор, въпреки че прякото му участие във филма е минимално – двадесет и четири минути и петдесет и две секунди екранно време.
- След като д-р Лектър е преместен от психиатрична болница и поставен под охрана в желязна клетка, режисьорът Деми планира да облече персонажа в жълт или оранжев гащеризон. Хопкинс обаче убеждава Деми, че Лектър, облечен изцяло в бяло, ще изглежда много по-опасно. Хопкинс обяснил тази идея със зъболекарите, от които той много се страхува, които по правило също са облечени в бяло.
- ФБР предоставя на режисьорите максимална подкрепа и съдействие, тъй като филмът не само показва ефективността на агентите на ФБР, но и се превръща в своеобразна „реклама“, привличаща момичета в редиците на тази организация.
- Маниакът „Бъфало Бил“ е събирателен образ на трима известни убийци от реалния живот: Тед Бънди (изнасилвач и убиец на жени), Ед Джин (шие дрехи от кожата на някои жертви) и Гари Хайдник (държи жертвите си в мазето от собствената си къща).
- Когато агентът на Антъни Хопкинс за първи път му се обадил в Лондон с предложение да проучи сценария за филма „Мълчанието на агнетата“ за евентуално участие в него, Хопкинс бил убеден, че това е някакъв детски филм с животни.
- „Лудешкият танц“ на Джейм Гамб не е включен в сценария, но е добавен към филма по настояване на Тед Левин, който смята, че сцената е от съществено значение за разкриването на същността на характера му.
- Д-р Ханибал Лектър, изпълняван от Антъни Хопкинс, заема почетното първо място в списъка на 100-те най-големи „филмови злодеи“.
- В оригиналната книга по време на психиатрична среща между д-р Лектър и Старлинг са инсталирани решетки и мрежи. За да даде на Лектър и Клариса повече интимност и доверие, режисьорът Деми предложи да се използва стъкло вместо решетки.
- Сценаристът Тед Тали първоначално е виждал само Джоди Фостър като Старлинг, докато режисьорът Деми планирал да я изиграе Мишел Пфайфър. Конфликтът между режисьора и сценариста приключва, когато създателите на филма отказват да платят на Пфайфър искания хонорар от два милиона долара и накрая одобряват Фостър за главната роля.
- За да изобрази достоверно „трансвестит“, актьорът Тед Левин прекарва известно време в посещения на барове и клубове, където се събират истински любители на обличането, и общува с посетителите, изучавайки техните навици и нрави.
- Къщата, която участва в снимките като „леговище на маниака“, се намира не само в малкото градче Белер, Охайо, където актьорът Тед Левин прекарва детството си, но буквално се намира до къщата на най-добрия приятел на Левин от училище.
- Правата върху филма за „Мълчанието на агнетата“ първоначално са закупени от актьора Джийн Хекман. Той планира да режисира този филм и да изиграе или д-р Ханибал Лектър, или самия Джак Крофорд, но по-късно се отказва от плановете си.
- Черепът на гърба на пеперуда във филмовите плакати е картина на Салвадор Дали „In Voluptas Mors“, изобразяваща седем голи жени, които приличат на човешки череп.
- Известният Дино де Лаурентис, който продуцира първия филм за Ханибал Лектър „Преследвачът“ през 1986 г., се отказва от „Мълчанието на агнетата“, защото „Преследвачът“ е търговски провал. По-късно обаче де Лаурентис отново се връща към тази тема, ставайки продуцент на филмите „Ханибал“ и „Червеният дракон“.
- Актьорите Брук Смит и Тед Левин имат вихрен роман по време на снимките, въпреки че във филма те играят маниак и жертва.
- Тъй като жертвите на маниака са закръглени момичета, актрисата Брук Смит, за да получи ролята на една от жертвите –Катрин Мартин, качва почти 12 килограма.
- По време на срещата между Лектър и сенатор Рут Мартин, лекарят, подигравайки се на полицията и ФБР, нарича измисленото име на маниака „Louis Friend“ („Луис Френд“). Това е анаграма на „iron sulfide“ – железен сулфид или минералът „пирит“, който се нарича „фалшиво злато“. В оригиналната книга обаче „шегата“ на Лектър изглежда много по-груба: лекарят споменава името „Били Рубин“ („Били Рубин“ или „Уилям Рубин“), въпреки че всъщност билирубинът е човешки жлъчен пигмент, който оцветява човешките изпражнения в характерен цвят.
- Актьорите Джон Хърт, Кристофър Лойд, Дъстин Хофман, Патрик Стюарт, Луис Госет, Робърт Дювал, Джак Никълсън и Робърт Де Ниро са разглеждани за ролята на Ханибал Лектър. Джеръми Айрънс, който получава предложение да играе във филма, отказва ролята.
- Оригиналното издание на филма е планирано от Orion Pictures за есента на 1990 г., но е отложено до края на януари 1991 г., тъй като Orion Pictures едновременно популяризира друг от известните си филми – „Танцуващият с вълци“.
- Снимките продължават от 15 ноември 1989 г. до 1 март 1990 г., като основната част от снимките се провеждат в Питсбърг. Разнообразието от архитектурни стилове на Питсбърг създава илюзията, че снимките се провеждат на множество места.
- Револверът, който използва Джейм Гамб, е Colt Python. За да започне да стреля, не е необходимо да се извива ударния щифт, а може веднага да се натисне спусъка. Но в сцената на последната битка между Старлинг и маниака, силното щракване в пълен мрак кара Клариса да се обърне и да започне да стреля.
- По време на първата си среща д-р Лектър, разказвайки на Старлинг за рисунката си, казва следното: „Това е Дуомото, както се вижда от Белведер във Флоренция“. Именно в град Белведер, щата Охайо, живее маниакът Джейм Гамб, а именно във Флоренция самият д-р Лектър ще напусне след бягството си от психиатричната клиника.
- Всъщност „кабинетът на директора на ФБР“, изобразен във филма, е истинският кабинет на американския министър на труда Елизабет Доул, който г-жа министър любезно е предоставила за снимките.
- На двадесет и девет Джоди Фостър става втората актриса в историята на САЩ, която печели две награди „Оскар“ на толкова млада възраст.
- Оригиналният филмов финал е планиран по следния начин: д-р Лектър завършва разговора със Старлинг, затваря телефона и се обръща към д-р Чилтън, който седи обвързан на стол. Лектър вдига ножа и пита Чилтън „Да започнем ли?“ След което рамката бавно се запълва с черно.

## Награди и номинации
| Награда                              | Категория                           | Номиниран(и)             | Резултат  |
| ------------------------------------ | ----------------------------------- | ------------------------ | --------- |
| Награди на филмовата академия на САЩ | Най-добър филм                      | Най-добър филм           | награда   |
| Награди на филмовата академия на САЩ | Най-добра мъжка роля                | Антъни Хопкинс           | награда   |
| Награди на филмовата академия на САЩ | Най-добра женска роля               | Джоди Фостър             | награда   |
| Награди на филмовата академия на САЩ | Най-добър режисьор                  | Джонатан Деми            | награда   |
| Награди на филмовата академия на САЩ | Най-добър адаптиран сценарий        | Тед Тали                 | награда   |
| Награди на филмовата академия на САЩ | Най-добър филмов монтаж             | Крейг Маккей             | номинация |
| Награди на филмовата академия на САЩ | Най-добър звук                      | Том Флейшман, Крис Нюман | номинация |
| Награда на БАФТА                     | Най-добър актьор в главна роля      | Антъни Хопкинс           | награда   |
| Награда на БАФТА                     | Най-добра актриса в главна роля     | Джоди Фостър             | награда   |
| Награда на БАФТА                     | Най-добър филм                      | Най-добър филм           | номинация |
| Награда на БАФТА                     | Най-добра режисура                  | Джонатан Деми            | номинация |
| Награда на БАФТА                     | Най-добра кинематография            | Так Фуджимото            | номинация |
| Награда на БАФТА                     | Най-добър филмов монтаж             | Крейг Маккей             | номинация |
| Награда на БАФТА                     | Най-добър адаптиран сценарий        | Тед Тали                 | номинация |
| Награда на БАФТА                     | Най-добра филмова музика            | Хауърд Шор               | номинация |
| Награда на БАФТА                     | Най-добър звук                      | Том Флейшман, Крис Нюман | номинация |
| Златен глобус                        | Най-добра актриса в драматичен филм | Джоди Фостър             | награда   |
| Златен глобус                        | Най-добър филм - драма              | Най-добър филм - драма   | номинация |
| Златен глобус                        | Най-добър актьор в драматичен филм  | Антъни Хопкинс           | номинация |
| Златен глобус                        | Най-добър режисьор                  | Джонатан Деми            | номинация |
| Златен глобус                        | Най-добър сценарий                  | Тед Тали                 | номинация |